# Scatophila mesogramma
Scatophila mesogramma är en tvåvingeart som beskrevs av Friedrich Hermann Loew 1869. Scatophila mesogramma ingår i släktet Scatophila och familjen vattenflugor. Inga underarter finns listade i Catalogue of Life.